# Хигасикуни Морихиро
Принц Морихиро (Хигасикуни) (яп. 東久邇 盛厚,  6 мая 1917, Токио — 1 февраля 1969, Токио) — представитель одной из младших ветвей японской императорской фамилии. Офицер Императорской армии, первым браком был женат на принцессе Тэру (1925—1961), старшей дочери императора Хирохито и сестре императора Акихито.

## Ранняя жизнь
Родился в Токио. Старший сын и наследник главы дома Хигасикуни принца Нарухико (1887—1990) и принцессы Токико (1896—1978), дочери императора Мэйдзи. С раннего детства принц Морихиро готовился к военной карьере.

## Военная карьера
После окончания элитной школы Гакусюин и центральной военно-подготовительной школы принц Хигасикуни был включён в состав Палаты пэров. Окончил 49-й класс Военной академии Императорской армии Японии в июне 1937 года, в августе того же года получил звание второго лейтенанта в полевой артиллерии. В марте следующего года он был произведён в лейтенанты и служил в 1-м артиллерийском полку на территории Маньчжоу-го.
Летом 1939 года во время боёв на Халхин-Голе принц Хигасикуни командовал первой батареей 1-й тяжелой полевой артиллерии полка Квантунской армии. Во время контрнаступления советских войск принц Хигасикуни Морихиро бежал с поля боя. 2 августа 1939 года принц был переведён обратно в Японию. Этот поступок принца замалчивался японской военной цензурой. Несмотря на явное пятно в своём послужном списке, принц был назначен капитаном артиллерии в марте 1941 года. Морихиро учился в Высшей военной академии Императорской армии Японии с декабря 1942 по декабрь 1943 года, после окончания которой он получил звание майора и был переведён в резерв.

## Брак и семья

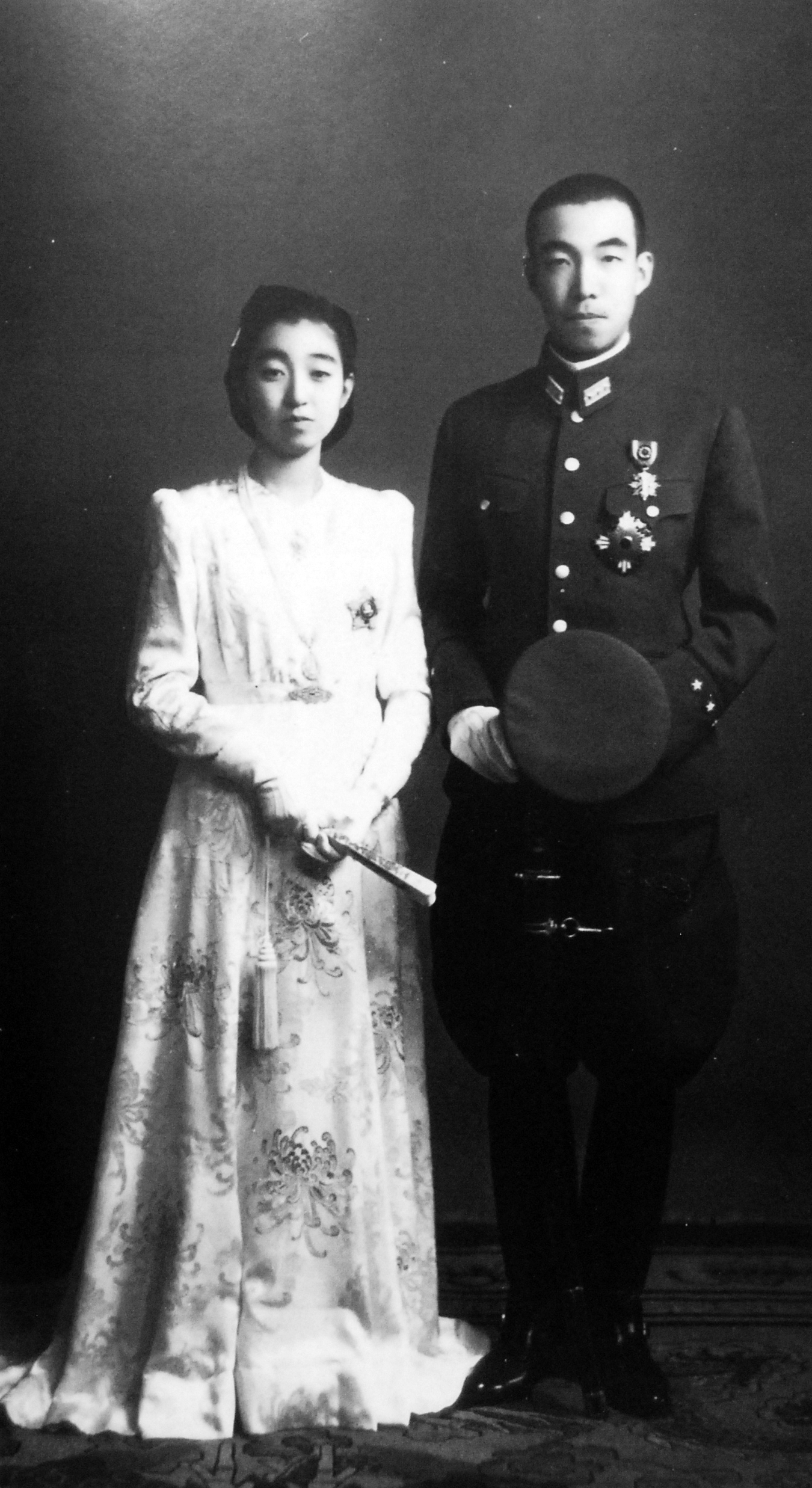
Свадебное фото Морихиро и Сигэко (Тэру) (1943 г.)

10 октября 1943 года принц Хигасикуни женился на 18-й принцессе Сигэко (9 декабря 1925 — 23 июля 1961), старшей дочери императора Сёва и императрицы Кодзюн, известной под детским именем Тэру-но-мия. Жених и невеста находились в родстве от императора Мэйдзи и принца Куни Асахико (отца принца Хигасикуни Нарухико и деда императрицы Кодзюн). Супруги имели пять детей, первые двое из которых до 1947 года являлись наследниками дома Хигасикуни:
- Нобухико (信彦王, род. 10 марта 1945), с 1973 года женат на Ёсико Симаде, от брака с которой у него был единственный сын Хигасикуни Юкихико (род. 1974);
- Фумико (文子女王, род. 23 декабря 1946), вышла замуж за Кадзутоси Омуру;
- Хидэхико (東久邇 秀彦, род. 30 июня 1949), усыновлён семьей Мибу под именем «Мотохиро Мибу»;
- Наохико (東久邇 真彦, род. 1953); женат на Кадзуко Сато, от брака с которой у него два сына: Тэрухико и Муцухико;
- Юко (東久邇 優子, род. 1954).

Его первая жена, бывшая принцесса Сигэко, умерла от рака в июле 1961 года. В 1964 году принц Морихико Хигасикуни вторично женился на Ёсико Терао (1927—2011). Супруги имели двух детей:
- Ацухико Хигасикуни (東久邇 厚彦, род. 1966);
- Морихико Хигасикуни (東久邇 盛彦, род. 1967).

## Поздняя жизнь
В октябре 1947 года принц Хигасикуни и другие члены императорской семьи были лишены своих титулов и привилегий, став простыми гражданами. Морихиро Хигасикуни несколько раз безуспешно руководил рядом предприятий, заняв в конечном счёте должность начальника научно-исследовательского подразделения горнодобывающей компании и морского транспорта на Хоккайдо. Он скончался от рака лёгких в медицинском центре Святого Луки в Токио в 1969 году в возрасте 51 года.

## Награды
- Большая лента Ордена Цветов павловнии
- Орден Золотого коршуна 4-й степени